# Waltrud Bruhn
Waltrud Bruhn (* 8. Februar 1936 in Wuppertal; † 27. August 1999 in Glückstadt) war eine niederdeutsche Schriftstellerin und Künstlerin.

## Leben
Aufgewachsen ist Waltrud Bruhn in Bad Segeberg und Lübeck. Danach studierte sie Pädagogik und Kunst und veröffentlichte hoch- und niederdeutsche Lyrik, oft mit klangbetonten Sprachbildern zu mythologischen Stoffen, und Prosa. Ihr Umgang mit der Sprache war kunstvoll und virtuos, mit Bezug auf regionale sowie natur- und kulturhistorische Stoffe. Ihr Lyrikband Windlast gehört zu den bedeutendsten niederdeutschen Werken. Neben ihrer schriftstellerischen Tätigkeit war sie zeitlebens als Zeichnerin und Malerin aktiv.
Waltrud Bruhn lebte in Glückstadt.

## Auszeichnungen und Ehrungen
- 1983: Freudenthal-Preis
- 1989: Fritz-Reuter-Preis

## Werke (Auswahl)
- Dat grote Matjesvergnögen. Augustin, Glückstadt 1974, ISBN 978-3-87030-091-3.
- Glückstadt an der Elbe. Husum, 1977, ISBN 978-3-88042-047-2.
- Köstlichkeiten aus der Marsch im Spiegel der königlichen Glückstadt. Teils plattdeutsche Beiträge. Husum 1981, ISBN 978-3-88042-081-6.
- Cimbersches Silkendei. Augustin, Glückstadt 1982, ISBN 978-3-87030-093-7.
- Reisen – Greekenland. Augustin, Glückstadt 1984, ISBN 3870300949.
- De Wiehnachts-Krüff. Augustin, Glückstadt 1986, ISBN 978-3-87030-095-1.
- Windlast. Augustin, Glückstadt 1987, ISBN 978-3-87030-096-8.
- Gras – Adern – Fragmente. Quickborn-Verlag, Hamburg 1997, ISBN 978-3-87651-203-7.
- Vun Ag un Ok, vun't Ach. Quickborn-Verlag, Hamburg 2002, ISBN 978-3-87651-249-5.